# Estructura biomolecular
La estructura biomolecular es la intrincada forma tridimensional plegada que está formada por una molécula de proteína, ADN o ARN, y que es importante para su función. La estructura de estas moléculas puede considerarse en cualquiera de varias escalas de longitud que van desde el nivel de átomos individuales hasta las relaciones entre subunidades proteicas completas. Esta distinción útil entre escalas a menudo se expresa como una descomposición de la estructura molecular en cuatro niveles: primario, secundario, terciario y cuaternario. El andamiaje para esta organización multiescala de la molécula surge en el nivel secundario, donde los elementos estructurales fundamentales son los diversos enlaces de hidrógeno de la molécula. Esto conduce a varios dominios reconocibles de estructura de proteínas y estructura de ácido nucleico, incluidas características de estructura secundaria como hélices alfa y láminas beta para proteínas, y bucles de horquilla, protuberancias y bucles internos para ácidos nucleicos. Los términos estructura primaria, secundaria, terciaria y cuaternaria fueron introducidos por Kaj Ulrik Linderstrøm-Lang en sus Conferencias Médicas Lane 1951 en la Universidad de Stanford. 

## Estructura primaria
La estructura primaria de un biopolímero es la especificación exacta de su composición atómica y los enlaces químicos que conectan esos átomos (incluida la estereoquímica). Para un biopolímero típico no ramificado, no reticulado (como una molécula de una proteína intracelular típica, o de ADN o ARN), la estructura primaria es equivalente a especificar la secuencia de sus subunidades monoméricas, como péptidos o nucleótidos. 

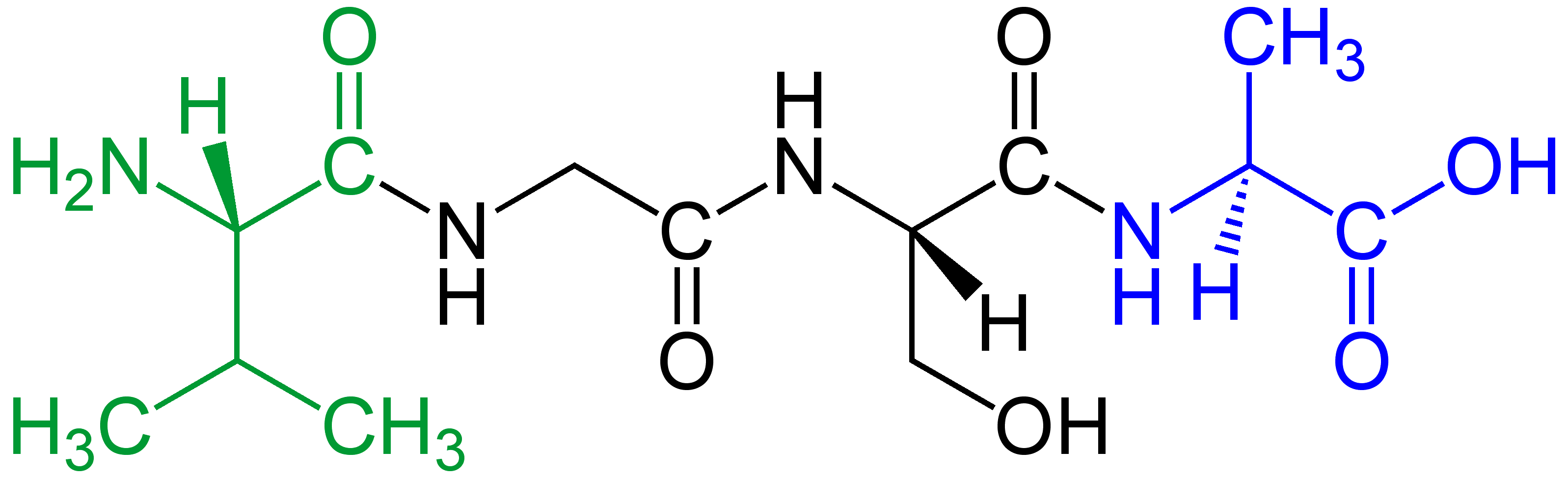
Estructura Primaria de proteína

La estructura primaria a veces se denomina erróneamente secuencia primaria, pero no existe dicho término, así como tampoco hay un concepto paralelo de secuencia secundaria o terciaria. Por convención, la estructura primaria de una proteína se informa a partir del terminal amino (N) al terminal carboxilo (C), mientras que la estructura primaria de la molécula de ADN o ARN se informa desde el extremo 5' hasta el extremo 3'. 
La estructura primaria de una molécula de ácido nucleico se refiere a la secuencia exacta de nucleótidos que comprende la molécula completa. A menudo, la estructura primaria codifica motivos de secuencia que son de importancia funcional. Algunos ejemplos de tales motivos son: las cajas C/D y H/ACA de snoRNA, sitios de unión a LSm encontrado en ARN espliceosomal como U1, U2, U4, U5, U6, U12 y U3, la secuencia Shine-Dalgarno, la secuencia consenso de Kozak y el terminador de ARN polimerasa III.

## Estructura secundaria

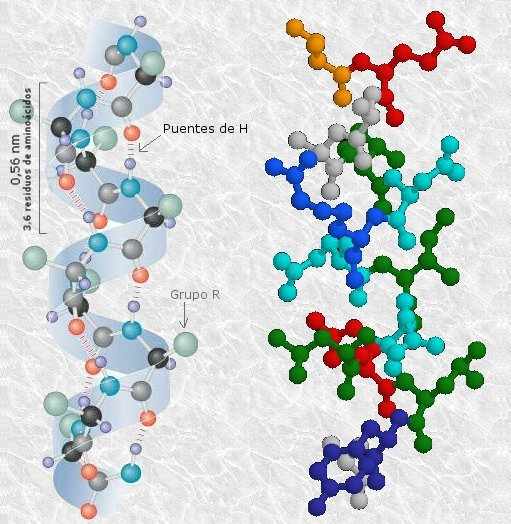
Estructura Secundaria de proteína: Hélice Alfa.

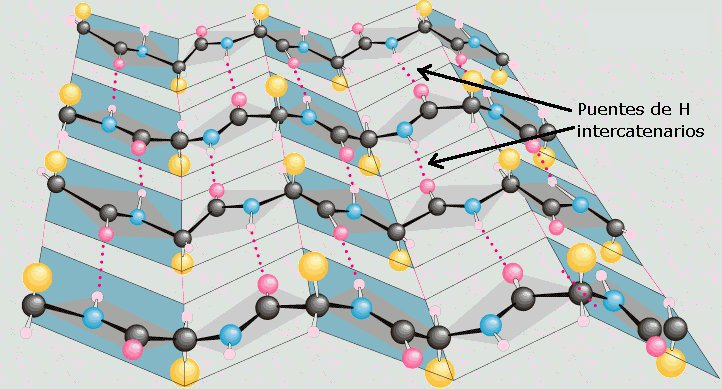
Estructura Secundaria de proteína: Lámina Beta.

Estructura Secundaria del RNA.

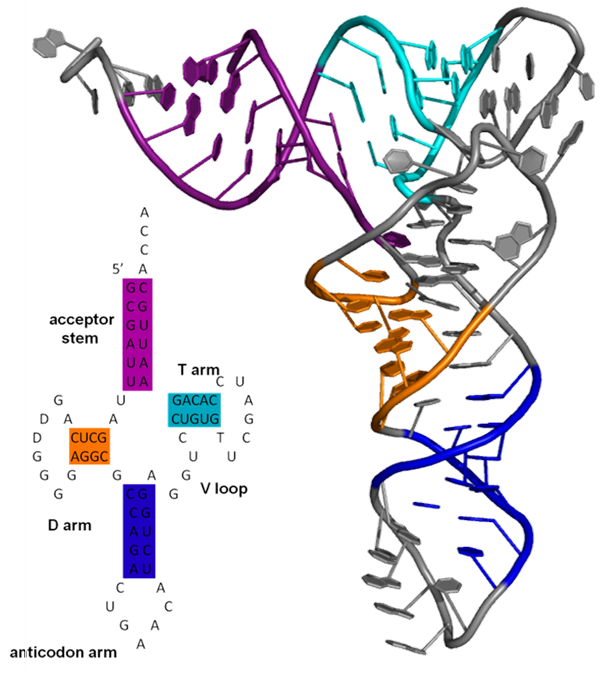
Secundario (recuadro) y la estructura terciaria de tRNA demostrando apilamiento coaxial)

La estructura secundaria es el patrón de enlaces de hidrógeno en un biopolímero. Estos determinan la forma tridimensional general de los segmentos locales de los biopolímeros, pero no describen la estructura global de las posiciones atómicas específicas en el espacio tridimensional, que se consideran estructuras terciarias. La estructura secundaria está formalmente definida por los enlaces de hidrógeno del biopolímero, como se observa en una estructura de resolución atómica.

En las  proteínas, la estructura secundaria está definida por patrones de enlaces de hidrógeno entre los grupos amina y carboxilo de la cadena principal (los enlaces de hidrógeno de cadena lateral-cadena principal y cadena lateral-cadena lateral son irrelevantes), donde se utiliza la definición DSSP de un enlace de hidrógeno. En los ácidos nucleicos, la estructura secundaria se define por el enlace de hidrógeno entre las bases nitrogenadas. 
Sin embargo, en la estructura secundaria de las proteínas, el enlace de hidrógeno está correlacionado con otras características estructurales, lo que ha dado lugar a definiciones menos formales de estructura secundaria. Por ejemplo, en los residuos generales de las proteínas, las hélices adoptan ángulos diédricos principales en alguna región de la parcela de Ramachandran; por lo tanto, un segmento de residuos con tales ángulos diédricos a menudo se llama hélice, independientemente de si tiene los enlaces de hidrógeno correctos. Se han propuesto muchas otras definiciones menos formales, a menudo aplicando conceptos de la geometría diferencial de curvas, como la curvatura y la torsión. Los biólogos estructurales que resuelven una nueva estructura de resolución atómica a veces asignan su estructura secundaria a simple vista y registran sus asignaciones en el archivo correspondiente del Banco de datos de proteínas (PDB).
La estructura secundaria de una molécula de ácido nucleico se refiere a las interacciones de emparejamiento de bases dentro de una molécula o conjunto de moléculas que interactúan. La estructura secundaria de los ARN biológicos a menudo se puede descomponer de manera única en tallos y bucles. A menudo, estos elementos o combinaciones de ellos pueden clasificarse adicionalmente, por ejemplo, tetraloops, pseudonudos y bucles de tallo. Hay muchos elementos de estructura secundaria de importancia funcional para el ARN biológico. Ejemplos famosos incluyen los bucles del tallo terminador independientes de Rho y la hoja de trébol de ARN de transferencia (ARNt). Hay una pequeña industria de investigadores que intentan determinar la estructura secundaria de las moléculas de ARN. Los enfoques incluyen métodos experimentales y computacionales.

## Estructura terciaria

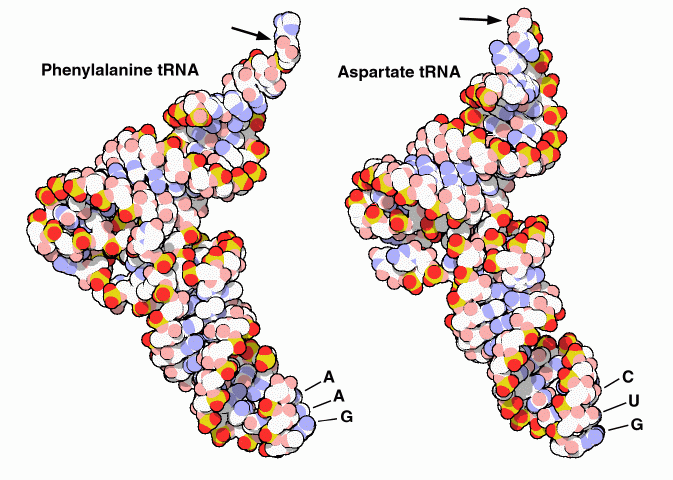
Estructura Terciaria de ARN.

La estructura terciaria de las proteínas o cualquier otra macromolécula es su estructura tridimensional, tal como se define por las coordenadas atómicas. Las proteínas y los ácidos nucleicos se pliegan en estructuras tridimensionales complejas que dan como resultado las funciones de las moléculas. Si bien tales estructuras son diversas y complejas, a menudo se componen de motivos y dominios de estructura terciaria recurrentes y reconocibles que sirven como bloques de construcción moleculares. Se considera que la estructura terciaria está determinada en gran medida por la estructura primaria de la biomolécula (su secuencia de aminoácidos o nucleótidos).

## Estructura cuaternaria

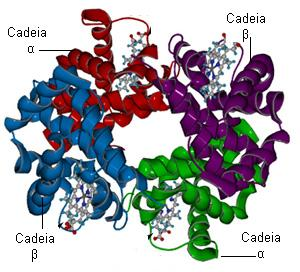
Estructura Cuaternaria de proteína: Hemoglobina con cuatro subunidades.

La  estructura cuaternaria se refiere al número y disposición de múltiples moléculas de proteínas en un complejo de múltiples subunidades.

Para los ácidos nucleicos, el término es menos común, pero puede referirse a la organización de alto nivel de ADN en la cromatina, incluyendo sus interacciones con histonas, o las interacciones entre unidades de ARN separadas en el ribosoma o espliceosoma.

## Determinación de estructura
El sondeo de estructuras es el proceso mediante el cual se utilizan técnicas bioquímicas para determinar la estructura biomolecular. Este análisis se puede usar para definir los patrones que se pueden usar para inferir la estructura molecular, el análisis experimental de la estructura y la función molecular, y una mayor comprensión del desarrollo de moléculas más pequeñas para futuras investigaciones biológicas. El análisis de sondeo de estructura se puede realizar a través de muchos métodos diferentes, que incluyen sondeo químico, sondeo de radicales hidroxilo, mapeo de interferencia de nucleótidos análogos (NAIM) y sondeo en línea.  
Las estructuras de proteínas y ácidos nucleicos se pueden determinar utilizando espectroscopía de resonancia magnética nuclear (RMN) o cristalografía de rayos X o microscopía electrónica de crioelectrónica de una sola partícula (crioEM). Los primeros informes publicados para el ADN (por Rosalind Franklin y Raymond Gosling en 1953) de los patrones de difracción de rayos X del ADN A y también del ADN B utilizaron análisis basados en transformaciones de la función Patterson que proporcionaron solo una cantidad limitada de información estructural para fibras de ADN aisladas del timo de ternera. Se propuso un análisis alternativo en 1953 para difracción de rayos X B-ADN y patrones de dispersión de fibras de ADN hidratadas orientadas a bacterias y cabezas de esperma de trucha en términos de cuadrados de las funciones de Bessel. Aunque la ''forma de ADN B'' es más común en las condiciones que se encuentran en las células, no es una conformación bien definida sino una familia o un conjunto difuso de conformaciones de ADN que ocurren en los altos niveles de hidratación presentes en un amplio espectro variedad de células vivas. Sus patrones de difracción y dispersión de rayos X correspondientes son característicos de los paracristales moleculares con un grado significativo de trastorno (más del 20%), y la estructura no es manejable utilizando solo el análisis estándar. 
En contraste, el análisis estándar, que involucra solo transformadas de Fourier de las funciones de Bessel  y modelos moleculares de ADN, todavía se usa de manera rutinaria para analizar los patrones de difracción de rayos X de A-ADN y Z-ADN.

## Predicción de estructura

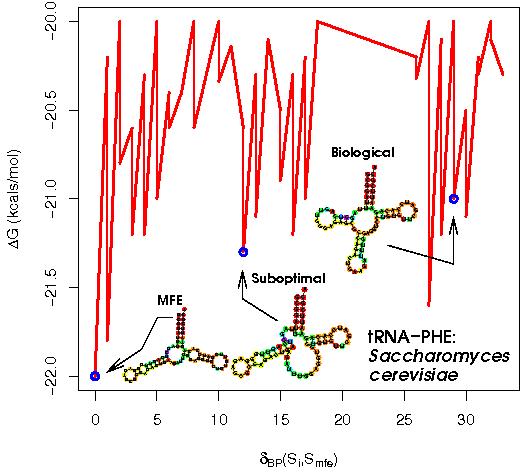
Espacio de estructura de tRNA-Phe de Saccharomyces cerevisiae: las energías y las estructuras se calcularon usando RNAsubopt y las distancias de estructura se calcularon usando la distancia de RNA.

La predicción de la estructura biomolecular es la predicción de la estructura tridimensional de una proteína a partir de su secuencia de aminoácidos, o de un ácido nucleico a partir de su secuencia de nucleobase (base). En otras palabras, es la predicción de la estructura secundaria y terciaria a partir de su estructura primaria. La predicción de la estructura es la inversa del diseño biomolecular, como en el diseño racional, el diseño de proteínas, el diseño de ácidos nucleicos y la ingeniería biomolecular. 
La predicción de la estructura proteica es uno de los objetivos más importantes que persigue la bioinformática y la química teórica. La predicción de la estructura de las proteínas es de gran importancia en medicina (por ejemplo, en el diseño de fármacos) y biotecnología (por ejemplo, en el diseño de nuevas enzimas). Cada dos años, el rendimiento de los métodos actuales se evalúa en el experimento Evaluación crítica de predicción de estructura de proteínas (CASP). 
También ha habido una cantidad significativa de investigación bioinformática dirigida al problema de predicción de la estructura de ARN. Un problema común para los investigadores que trabajan con ARN es determinar la estructura tridimensional de la molécula dada solo la secuencia de ácido nucleico. Sin embargo, en el caso del ARN, gran parte de la estructura final está determinada por la estructura secundaria o las interacciones de apareamiento de bases intramoleculares de la molécula. Esto se demuestra por la alta conservación de los pares de bases en diversas especies. 
La estructura secundaria de las pequeñas moléculas de ácido nucleico está determinada en gran medida por interacciones locales fuertes, como los enlaces de hidrógeno y el apilamiento de bases. Sumar la energía libre para tales interacciones, generalmente usando un método del vecino más cercano, proporciona una aproximación para la estabilidad de la estructura dada. La forma más sencilla de encontrar la estructura de energía libre más baja sería generar todas las estructuras posibles y calcular la energía libre para ellas, pero el número de estructuras posibles para una secuencia aumenta exponencialmente con la longitud de la molécula. Para moléculas más largas, el número de posibles estructuras secundarias es enorme. 
Los métodos de covarianza de secuencias se basan en la existencia de un conjunto de datos compuesto por múltiples secuencias de ARN homólogas con secuencias relacionadas pero diferentes. Estos métodos analizan la covarianza de sitios base individuales en evolución; el mantenimiento en dos sitios ampliamente separados de un par de nucleótidos de apareamiento de bases indica la presencia de un enlace de hidrógeno estructuralmente requerido entre esas posiciones. Se ha demostrado que el problema general de la predicción de pseudoknot es NP-completo.

## Diseño
El diseño biomolecular puede considerarse el inverso de la predicción de la estructura. En la predicción de la estructura, la estructura se determina a partir de una secuencia conocida, mientras que, en el diseño de proteínas o ácidos nucleicos, se genera una secuencia que formará una estructura deseada. 

## Otras biomoléculas
Otras biomoléculas, como los polisacáridos, los polifenoles y los lípidos, también pueden tener una estructura de orden biológico de mayor importancia. 